# Piazza del Duomo (Catânia)

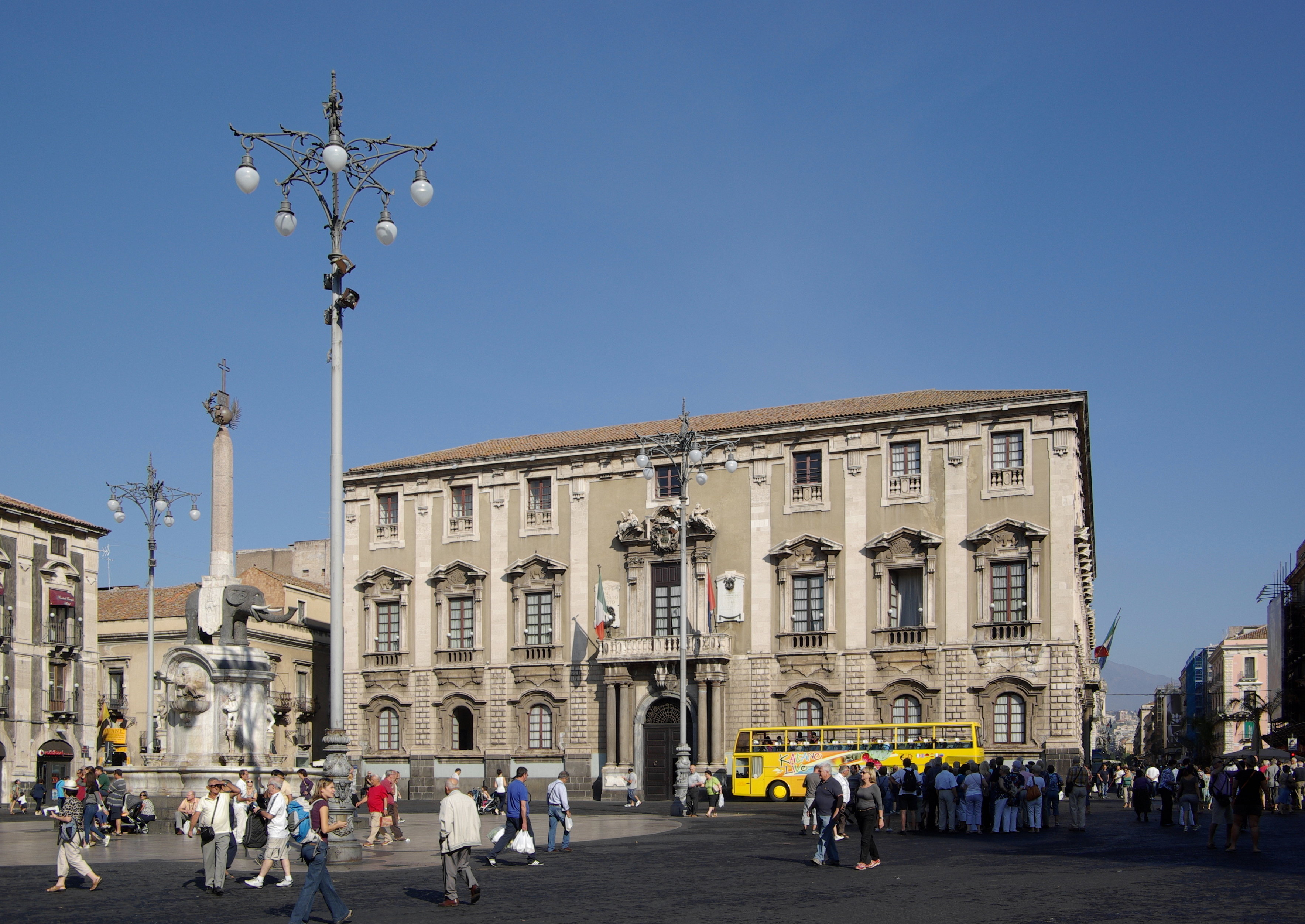
A Piazza del Duomo.

A Piazza del Duomo é uma praça localizada em na comuna de Catânia, na Itália. No centro da praça, localiza-se uma fonte que data de 1736, denominadada Fontana dell’Elefante (em português: Fonte do Elefante), com um elefante que é o símbolo de Catânia.